# Wushanomys brachyodus
Wushanomys brachyodus is een fossiel knaagdier uit het geslacht Wushanomys dat in het Pleistoceen (2,5 tot 1,0 miljoen jaar geleden) voorkwam in Sichuan. Er is gespeculeerd dat dit dier leefde in karstgebieden en insecten at. Dat was gebaseerd op een gelijkenis in schedelkenmerken met het uitgestorven Canarische geslacht Malpaisomys, dat in lavavelden leefde. Waarschijnlijk had ook W. brachyodus een lang rostrum (verhemelte).
Van dit dier zijn een beschadigde schedel, zeven onderkaken en 423 losse kiezen bekend. Deze soort is kleiner en meer brachyodont dan de andere soort van het geslacht, W. hypsodontus. Ook zijn de knobbels t1bis en de knobbel achter t6 op de eerste bovenkies kleiner. De eerste bovenkies is 4.00 tot 4.90 bij 2.14 tot 2.66 millimeter groot, de tweede 2.68 tot 3.67 bij 2.12 tot 2.58 millimeter en de derde 1.90 tot 2.40 bij 1.62 tot 2.01 millimeter. De drie bovenkiezen bij elkaar zijn ongeveer 9.3 millimeter lang. De eerste onderkies meet 3.08 tot 3.95 bij 1.90 tot 2.20 millimeter, de tweede 2.00 tot 3.20 bij 1.98 tot 2.53 en de derde 2.34 tot 2.94 bij 1.84 tot 2.20 millimeter. De drie onderkiezen zijn bij elkaar 8.80 tot 9.20 millimeter lang.
Wushanomys brachyodus · Wushanomys hypsodontus · Wushanomys ultimus